# Martin Hinton
Martin Alister Campbell Hinton (28 giugno 1883 – 3 ottobre 1961) è stato uno zoologo britannico.
Nel 1921 si unì allo staff del Museo di Storia Naturale di Londra, lavorando sui mammiferi, in particolare sui roditori. Nel 1927 divenne Vice-Curatore di Zoologia e nel 1936 Curatore; si ritirò nel 1945.
Hinton è uno degli studiosi sospettati della truffa dell'uomo di Piltdown, il celebre reperto, costituito da un osso mandibolare di orango impiantato su un cranio umano invecchiato artificialmente, «scoperto» in una cava di Piltdown (Inghilterra), e considerato come un anello mancante tra l'uomo e le scimmie. Un baule appartenente a Hinton conservato in un magazzino del Museo di Storia Naturale e ritrovato nel 1970, infatti, conteneva ossa e denti di animali modellati e invecchiati artificialmente in maniera simile ai ritrovamenti di Piltdown.